# Ed de Goey
Eduard Franciscus de Goeij, plus communément appelé Ed de Goey, né le 20 décembre 1966 à Gouda, est un ancien footballeur néerlandais.

## Biographie
Ce gardien de but de grande taille (1,98m) a joué notamment à Feyenoord (remportant un titre de champion des Pays-Bas en 1993) et à Chelsea (vainqueur de la Coupe des coupes en 1998).
Il a disputé 31 matches avec l'équipe des Pays-Bas entre 1992 et 1998. Il était présent lors de deux phases finales de coupe du monde en 1994 et 1998 (la première en tant que titulaire, la seconde en tant que remplaçant d'Edwin van der Sar).

## Clubs
- Sparta Rotterdam (1985-1990)
- Feyenoord Rotterdam (1990-1997)
- Chelsea (1997-2003)
- Stoke City (2003-2006)

## Palmarès

### En club
- Vainqueur de la Supercoupe d'Europe en 1998 avec Chelsea
- Vainqueur de la Coupe d'Europe des Vainqueurs de Coupe en 1998 avec Chelsea
- Champion des Pays-Bas en 1993 avec le Feyenoord Rotterdam
- Vainqueur de la Coupe des Pays-Bas en 1991, en 1992, 1994 et en 1995 avec le Feyenoord Rotterdam
- Vainqueur de la FA Cup en 2000 avec Chelsea
- Vainqueur de la League Cup en 1998 avec Chelsea

### En équipe des Pays-Bas
- 31 sélections entre 1992 et 2000
- Participation au Championnat d'Europe des Nations en 1996 (1/4 de finaliste) et en 2000 (1/2 finaliste)
- Participation à la Coupe du Monde en 1994 (1/4 de finaliste) et en 1998 (4e)

### Distinction individuelle
- Élu meilleur gardien d'Eredivisie en 1993